# Track & Field (Musik)
Track & Field ist ein kanadisches Produzentenduo, das aus Gerald Eaton („Track“) und Brian West („Field“) besteht.
Die erste Veröffentlichung der Produzenten war das Debütalbum Whoa, Nelly! der Popsängerin Nelly Furtado. Bereits zuvor hatten die beiden Produzenten mit Furtado an Demoaufnahmen gearbeitet. Whoa, Nelly! wurde 2002 für vier Grammys nominiert, unter anderem auch „Beste Produktion“. Auch der Nachfolger Folklore entstand in Zusammenarbeit mit Track & Field. Im Jahr 2007 produzierten sie das Album The Dusty Foot Philosopher des Rappers K’naan, das auf dem eigenen Label Track & Field Records erschien.
Neben ihrer Produzententätigkeit sind die beiden Musiker auch Mitglieder der Rockband The Philosopher Kings.